# Mads Timm
Mads Timm, född 31 oktober 1984 i Odense, är en dansk fotbollsspelare, som spelar för Kerteminde.
Efter att ha tillbringat de första fotbollsåren i Odense BK gick Timm under 2000 till Manchester United i engelska FA Premier League. A-lagsdebuten i United kom mot Maccabi Haifa i Champions League i oktober 2002. 
Timm fick ingen speltid i United så klubben lånade 2004 ut honom till norska Viking FK. Här gjorde han första målet på klubbens nya Viking Stadion. 
Året efter lånades Timm ut till Lyn Oslo och därefter till engelska Walsall FC.
I mars 2005 åkte Timm i fängelse för farlig körning. Den 24 maj 2006 släppte Man United Timm från klubben och dansken skrev på ett treårskontrakt med barndomsklubben Odense.